# Jean Casimir-Perier
Jean Paul Pierre Casimir-Perier (8. november 1847 – 11. marts 1907) var Frankrigs præsident i 1894-95.
Han var barnebarn af den franske politiker Casimir Pierre Perier, premierminister under kong Ludvig-Filip. Casimir-Perier var selv premierminister i 1893-94.